# ABA Liga MVP
L'ABA Liga MVP è il premio conferito dalla Lega Adriatica al miglior giocatore della stagione regolare.

## Vincitori
| Stagione  | Nazionalità         | Giocatore           | Squadra             |
| --------- | ------------------- | ------------------- | ------------------- |
| 2001-2002 | Rep. Ceca           | Jiří Welsch         | Olimpija Lubiana    |
| 2002-2003 | Stati Uniti         | Kenyan Weaks        | Pivovarna Laško     |
| 2003-2004 | Serbia e Montenegro | Dejan Milojević     | Budućnost           |
| 2004-2005 | Serbia e Montenegro | Dejan Milojević (2) | Partizan            |
| 2005-2006 | Serbia e Montenegro | Dejan Milojević (3) | Partizan            |
| 2006-2007 | Serbia              | Milan Gurović       | Stella Rossa        |
| 2007-2008 | Serbia              | Tadija Dragićević   | Stella Rossa        |
| 2008-2009 | Croazia             | Ante Tomić          | KK Zagabria         |
| 2009-2010 | Stati Uniti         | Chet Mason          | Široki              |
| 2010-2011 | Croazia             | Luka Žorić          | KK Zagabria         |
| 2011-2012 | Stati Uniti         | David Simon         | Radnički Kragujevac |
| 2012-2013 | Slovenia            | Aleksandar Ćapin    | Radnički Kragujevac |
| 2013-2014 | Croazia             | Dario Šarić         | Cibona Zagabria     |
| 2014-2015 | Serbia              | Nikola Jokić        | Mega Belgrado       |
| 2015-2016 | Croazia             | Miro Bilan          | Cedevita Junior     |
| 2016-2017 | Serbia              | Nikola Janković     | Olimpija Lubiana    |
| 2017-2018 | Croazia             | Luka Žorić (2)      | Cibona Zagabria     |
| 2018-2019 | Georgia             | Goga Bitadze        | Budućnost           |
| 2019-2020 | Non assegnato       | Non assegnato       | Non assegnato       |
| 2020-2021 | Serbia              | Filip Petrušev      | Mega Belgrado       |
| 2021-2022 | Serbia              | Nikola Kalinić      | Stella Rossa        |
| 2022-2023 | Croazia             | Luka Božić          | Zara                |
| 2023-2024 | Croazia             | Luka Božić (2)      | Zara                |
| 2024-2025 | Stati Uniti         | McKinley Wright     | Budućnost           |